# Erebia approximata
Erebia approximata är en fjärilsart som beskrevs av B.C.S Warren 1930. Erebia approximata ingår i släktet Erebia och familjen praktfjärilar. Inga underarter finns listade i Catalogue of Life.